# 路地裏ナキムシ楽団
路地裏ナキムシ楽団（ろじうらナキムシがくだん）は座長 たむらかかし が主宰する日本のライブパフォーマンス集団。
「青春ドラマチックフォーク」を謳い文句に、音楽×芝居による“五感で感じるライブエンタテイメント”を体現している。略称は「ナキムシ」。

『その涙に　傘をさしましょう　あなたが笑顔になれるまで』

## 概要
音楽プロデューサー田村武也（ナキムシネーム（以降NN）：たむらかかし）、ハマモトヒロユキ（NN：ハマモトええじゃろ）、シンガーソングライター暮部拓哉（NN：暮らしべ四畳半）が中心となり2010年に結成。
作品ごとに脚本・演出・劇中歌すべてを書き下ろす劇場型の完全生ライブ。
笑いあり涙ありの人情味あふれるヒューマンタッチなストーリー。 そのストーリーを２倍にも３倍にも広げさせるオリジナルの音楽作品。
演劇陣が全身で表現し、その世界を演奏陣が歌で表現するというエンターテイメント性あふれるステージは他の舞台とは一味違ったスタイルで、観客を物語の世界へ引き込む。
そのため、団体名をバンドや劇団という表記ではなく、「楽団」という表記に拘っている。
泣けるライブバンド！をモットーに“五感で感じるライブエンタテイメント（ラジオ日本SWEET!!パーソナリティ 棚橋麻衣による表現）”を発信し続けている。

名称の由来に関して、たむらかかしが「僕が泣き虫ってこともあるけど、泣き虫のあなたの涙に僕たちが傘をさしますという意味合いです」と語っていて、楽団のイメージシンボルは「傘を持つ男」や「傘」そのもの。

メンバーには“ナキムシネーム”と呼ばれるオリジナルの名前を、座長たむらかかしが命名。
毎公演、来場者へのナキムシネーム授与も恒例となっているが、各公演１〜２名の命名のため、希望者も殺到している。

過去全公演全てsold outを継続中。

オリジナル楽曲「ラムネ」が2023年9月のNACK5パワープレイに選出された。

## メンバー構成
【Musicians】
- たむらかかし(Vo&A.G 作詞/作曲/編曲 路地裏ナキムシ楽団座長・総合監督・脚本演出担当：田村武也)
- ハマモトええじゃろ(Vo&Key 作詞/作曲/編曲：ハマモトヒロユキ)
- 暮らしべ四畳半(Vo&A.G 作詞/作曲/編曲：暮部拓哉)
- カト・ベック(Gt：Kato Beck)
- アンドレ・マサシ(Ba：マーシー)
- 遠藤若大将(Dr：遠藤徳光)
- 久保田みるくてぃ(Perc&MP：久保田昌史)

【Original Actors】
- 小島豆電球（小島督弘）
- 千年万年（千年弘高）
- 橋本印刷工場（橋本コウ平）
- 藍沢円周率(Iroha)
- 小林一輪車（小林司）

## 公演
| 曲名                 | 作詞             | 作曲               |
| -------------------- | ---------------- | ------------------ |
| 湾岸道路             | 暮部拓哉         | 路地裏ナキムシ楽団 |
| ごめんなさいの忘れ物 | 田村武也         | 路地裏ナキムシ楽団 |
| 瀬戸内便り           | ハマモトヒロユキ | 路地裏ナキムシ楽団 |
| 陽のあたらない部屋   | 暮部拓哉         | 路地裏ナキムシ楽団 |
| たんぽぽ             | 田村武也         | 路地裏ナキムシ楽団 |
| 関帝廟               | ハマモトヒロユキ | 路地裏ナキムシ楽団 |

| 曲名               | 作詞               | 作曲               |
| ------------------ | ------------------ | ------------------ |
| 純情すずらん商店街 | 暮部拓哉           | 暮部拓哉           |
| ラムネ             | 田村武也           | 田村武也           |
| 最後のメッセージ   | 暮部拓哉、田村武也 | 暮部拓哉、田村武也 |
| ナキムシのテーマ   | 田村武也           | 路地裏ナキムシ楽団 |

| 曲名                           | 作詞             | 作曲             |
| ------------------------------ | ---------------- | ---------------- |
| LAND                           | ハマモトヒロユキ | ハマモトヒロユキ |
| 日曜日                         | ハマモトヒロユキ | ハマモトヒロユキ |
| 恋のサソリ固め feat.夢野サクラ | 暮部拓哉         | 暮部拓哉         |
| 父ちゃん                       | 田村武也         | 田村武也         |
| 茜色の観覧車                   | 暮部拓哉         | 暮部拓哉         |
| ぼくらのうた                   | 田村武也         | 田村武也         |

| 曲名               | 作詞             | 作曲             |
| ------------------ | ---------------- | ---------------- |
| 時代遅れの恋のうた | 田村武也         | 田村武也         |
| 愛が咲く           | 暮部拓哉         | 暮部拓哉         |
| 家族のうた         | ハマモトヒロユキ | ハマモトヒロユキ |
| Baby               | 暮部拓哉         | 暮部拓哉         |
| 全部好きだった     | ハマモトヒロユキ | ハマモトヒロユキ |
| ふたり             | 田村武也         | 田村武也         |

| 曲名               | 作詞             | 作曲             |
| ------------------ | ---------------- | ---------------- |
| 嘘                 | 暮部拓哉         | 暮部拓哉         |
| 腕枕               | 田村武也         | 田村武也         |
| 向日葵と菊         | 暮部拓哉         | 暮部拓哉         |
| 長崎               | ハマモトヒロユキ | ハマモトヒロユキ |
| 人知れぬ物語       | 田村武也         | 田村武也         |
| うそつきのバラッド | ハマモトヒロユキ | ハマモトヒロユキ |

| 曲名                 | 作詞             | 作曲             |
| -------------------- | ---------------- | ---------------- |
| 指切りげんまん       | 暮部拓哉         | 暮部拓哉         |
| 頑張ります           | ハマモトヒロユキ | ハマモトヒロユキ |
| おもいで日記         | 暮部拓哉         | 暮部拓哉         |
| 独りよがりのブルース | 田村武也         | 田村武也         |
| あてどない未来       | 田村武也         | 田村武也         |
| キズナ               | ハマモトヒロユキ | ハマモトヒロユキ |

| 曲名                                   | 作詞             | 作曲             |
| -------------------------------------- | ---------------- | ---------------- |
| それは遊園地のせいで                   | 田村武也         | 田村武也         |
| 日曜日2016ver.                         | ハマモトヒロユキ | ハマモトヒロユキ |
| ぼっち                                 | ハマモトヒロユキ | ハマモトヒロユキ |
| 父ちゃん2016ver.                       | 田村武也         | 田村武也         |
| 恋のサソリ固め2016ver. feat.夢野サクラ | 暮部拓哉         | 暮部拓哉         |
| 夕日に願いを                           | 暮部拓哉         | 暮部拓哉         |

| 曲名             | 作詞             | 作曲             |
| ---------------- | ---------------- | ---------------- |
| 陽炎             | 暮部拓哉         | 暮部拓哉         |
| 蛍               | ハマモトヒロユキ | ハマモトヒロユキ |
| 僕と野球と夏休み | ハマモトヒロユキ | ハマモトヒロユキ |
| 未来             | 田村武也         | 田村武也         |
| 晩夏             | 暮部拓哉         | 暮部拓哉         |
| あの夏のうた     | 田村武也         | 田村武也         |

| 曲名                     | 作詞                       | 作曲             |
| ------------------------ | -------------------------- | ---------------- |
| 死神ロンリナイ！         | 田村武也                   | 田村武也         |
| バカ息子のうた           | 田村武也                   | 田村武也         |
| さよならなんかしたくない | ハマモトヒロユキ           | ハマモトヒロユキ |
| 雨の降る村               | ハマモトヒロユキ、田村武也 | ハマモトヒロユキ |
| あの町の蝉時雨           | 暮部拓哉                   | 暮部拓哉         |
| お父さんへ               | ハマモトヒロユキ           | ハマモトヒロユキ |

| 曲名                           | 作詞             | 作曲             |
| ------------------------------ | ---------------- | ---------------- |
| スーパーミラクルハッピーエンド | ハマモトヒロユキ | ハマモトヒロユキ |
| マネキン                       | 暮部拓哉         | 暮部拓哉         |
| バカみたいだな                 | ハマモトヒロユキ | ハマモトヒロユキ |
| 家族になりたい                 | 暮部拓哉         | 暮部拓哉         |
| 大漁旗のうた                   | 田村武也         | 田村武也         |
| 乾杯                           | ハマモトヒロユキ | ハマモトヒロユキ |
| 小さな勇気                     | 田村武也         | 田村武也         |
| 君と見たタイムマシン           | 田村武也         | 田村武也         |

| 曲名                   | 作詞             | 作曲             |
| ---------------------- | ---------------- | ---------------- |
| 青空と紙飛行機         | ハマモトヒロユキ | ハマモトヒロユキ |
| ブスの口紅             | 田村武也         | 田村武也         |
| 真冬の花               | 暮部拓哉         | 暮部拓哉         |
| Woman                  | 暮部拓哉         | 暮部拓哉         |
| 負けるなロックンロール | ハマモトヒロユキ | ハマモトヒロユキ |
| グッバイマイホーム     | 田村武也         | 田村武也         |

| 曲名             | 作詞             | 作曲             |
| ---------------- | ---------------- | ---------------- |
| 陽炎             | 暮部拓哉         | 暮部拓哉         |
| 蛍               | ハマモトヒロユキ | ハマモトヒロユキ |
| 僕と野球と夏休み | ハマモトヒロユキ | ハマモトヒロユキ |
| 未来             | 田村武也         | 田村武也         |
| 晩夏             | 暮部拓哉         | 暮部拓哉         |
| あの夏のうた     | 田村武也         | 田村武也         |

| 曲名                  | 作詞             | 作曲             |
| --------------------- | ---------------- | ---------------- |
| 光と影                | 暮部拓哉         | 暮部拓哉         |
| 東京の夜はブルース    | 田村武也         | 田村武也         |
| 黄金の手の老婆        | 田村武也         | 田村武也         |
| 積み木のうた 〜娘へ〜 | ハマモトヒロユキ | ハマモトヒロユキ |
| うそつきのバラッド    | ハマモトヒロユキ | ハマモトヒロユキ |
| 嘘                    | 暮部拓哉         | 暮部拓哉         |

## ディスコグラフィ

### ベストアルバム
- 青春ドラマチックフォーク　純情編

| Tr. | タイトル                                            | 作詞             | 作曲                               |
| --- | --------------------------------------------------- | ---------------- | ---------------------------------- |
| 1   | ラムネ （第二泣き）                                 | 田村武也         | 田村武也                           |
| 2   | 指切りげんまん （第六泣き）                         | 暮部拓哉         | 暮部拓哉                           |
| 3   | 頑張ります （第六泣き）                             | ハマモトヒロユキ | ハマモトヒロユキ                   |
| 4   | バカ息子のうた （第九泣き）                         | 田村武也         | 田村武也                           |
| 5   | 乾杯 （第十泣き）                                   | ハマモトヒロユキ | ハマモトヒロユキ                   |
| 6   | マネキン （第十泣き）                               | 暮部拓哉         | 暮部拓哉                           |
| 7   | 僕と野球と夏休み （第八泣き）                       | ハマモトヒロユキ | ハマモトヒロユキ                   |
| 8   | おもひで日記〜あなたの事が好きでした〜 （第六泣き） | 暮部拓哉         | 暮部拓哉                           |
| 9   | それは遊園地のせいで （第七泣き）                   | 田村武也         | 田村武也                           |
| 10  | 人知れぬ物語 （第五泣き）                           | 田村武也         | 田村武也                           |
| 11  | 茜色の観覧車 （第五泣き）                           | 暮部拓哉         | 暮部拓哉                           |
| 12  | ナキムシのテーマ                                    | 田村武也         | 田村武也/ハマモトヒロユキ/暮部拓哉 |

- 青春ドラマチックフォーク　哀愁編

| Tr. | タイトル                              | 作詞                      | 作曲                               |
| --- | ------------------------------------- | ------------------------- | ---------------------------------- |
| 1   | 死神ロンリナイ！ （第九泣き）         | 田村武也                  | 田村武也                           |
| 2   | 陽炎 （第八泣き）                     | 暮部拓哉                  | 暮部拓哉                           |
| 3   | さよならなんかしたくない （第九泣き） | ハマモトヒロユキ          | ハマモトヒロユキ                   |
| 4   | 独りよがりのブルース （第六泣き）     | 田村武也                  | 田村武也                           |
| 5   | BABY （第四泣き）                     | 暮部拓哉                  | 暮部拓哉                           |
| 6   | 嘘 （第五泣き）                       | 暮部拓哉                  | 暮部拓哉                           |
| 7   | 関帝廟 （第一泣き）                   | ハマモトヒロユキ          | 田村武也/ハマモトヒロユキ/暮部拓哉 |
| 8   | ぼっち （第八泣き）                   | ハマモトヒロユキ          | ハマモトヒロユキ                   |
| 9   | 雨の降る村 （第九泣き）               | 田村武也/ハマモトヒロユキ | ハマモトヒロユキ                   |
| 10  | 父ちゃん （第三泣き）                 | 田村武也                  | 田村武也                           |
| 11  | 君と見たタイムマシン （第十泣き）     | 田村武也                  | 田村武也                           |
| 12  | うそつきのバラッド                    | ハマモトヒロユキ          | ハマモトヒロユキ                   |

## 出演者一覧
登場順
- 小島督弘
- 我妻重範
- 一倉千紗
- 篠目ゆき
- 井上勇一
- 谷仲恵輔
- 荒川大三郎
- 榊梨衣
- 武富千佳
- 小池可奈（声の出演）
- 長谷川敦央
- 千歳弘高
- 橋本コーヘイ
- 桑原栄実
- なかしまゆき
- 石井宏樹
- 大橋千春（声の出演）
- 小野文子
- 丸山小百合
- 兼下真由子
- 廣江明日香
- 上田茂
- 小森薫
- 笑泣いづみ
- 井口千穂
- 竹下久美子
- ボクダンガン（声の出演）
- 小西良太郎
- 小沢あきこ
- 上村剛史
- Iroha
- 冨永あき
- 松永直子
- 天野耶依
- 押田健史
- 田村慎吾
- 原田里佳子
- 中島貴月
- 小早川真由
- 郡いづみ
- 大葉かやろう
- 澤田樹奈
- 真砂京之介
- 穐吉次代
- 小林司
- 鈴木茜
- 三浦エリ
- 大野一夫
- 今村貴登
- 岡純子